# 仙塔遗踪
仙塔遗踪，位于中国广东省河源市连平县元善镇乌石垇，为连平县的一个县级文物保护单位，类型为古遗址，公布时间为1986年1月。
仙塔遗踪的历史年代为唐－宋。